# TKb
TKb – oznakowanie normalnotorowych parowozów o układzie osi B stosowane w Polsce na kolejach państwowych i przemysłowych 
Zachowano kilka parowozów przemysłowych TKb. Najbardziej unikatowym parowozem jest TKb-1479 wyprodukowany w 1878 roku zachowany jako eksponat w skansenie w Chabówce. Jest najstarszym zachowanym parowozem.